# تقسيمية

عجلة ألوان شارلز بلان التي كانت ذات تأثير في التقسيمية

التقسيمية (بالإنجليزية: Divisionism) كان أسلوب مميز في رسومات الانطباعية الجديدة ويتميز بفصل الألوان لنقاط أو جزيئات منفردة حيث يمكن التفاعل معها بصريا.
تتطلب من المستعرض لها الجمع بين الألوان بصريا بدلا من مزج الصبغات فعلياً، حيث أعتقد التقسيميون أنهم كانوا يحققون أقصى سطوع ضوئي ممكن علميا. أوجد جورج سورا هذا النمط الفني حوالي عام 1884 بمسمى «السطوعية الصبغية chromoluminarism» حيث رسم من فهمه للنظريات العلمية الخاصة بكلاً من ميشيل أوجين شيفيرول وأوغدن رود وشارلز بلان وآخرون. تطورت التقسيمية جنبا إلى جنب مع نمط آخر وهو التنقيطية والتي تُعرف على وجه التحديد باستخدام النقاط ولاتركز بالضرورة على الفصل بين الألوان.

## الأساسات النظرية والتطور
تطورت التقسيمية في لوحات القرن التاسع عشر تزامنًا مع اكتشاف الفنانين النظريات البصرية التي شجعت على الخروج عن مبادئ الانطباعية، والتي كانت حينها مكتملة النمو. أوجدت تلك النظريات العلمية وقوانين تباين الألوان، والتي سترشد فناني التقسيمية لاحقًا بخصوص التركيب، تضادًا بين الانطباعية الجديدة والانطباعية، والتي تتسم باستخدام الحدس والبديهة. أثرت نظريات الضوء أو الألوان للعلماء والفنانين على نمو التقسيمية، ومن بين هؤلاء: تشارلز هنري وتشارلز بلان وديفيد بيير جيوتينو أومبرت دو سوبرفيل وديفيد ستوتر ومشيل أجين شفرول وأغدن رود وهرمان فون هلمهولتز.

## البدايات مع جورج سورا

### بول سينياك وفنانون آخرون
جاءت بدايات التقسيمية، إلى جانب حركة الانطباعية الجديدة ككل، في تحفة جورج سيرا بعنوان بعد ظهر يوم أحد على جزيرة لا غراند جات. تلقى سورا تدريبه الكلاسيكي في كلية الفنون الجميلة، وهكذا عكست أعماله الأولى أسلوب بلدة باربيزون الفني. في عام 1883، بدأ سورا وبعض زملائه استكشاف طرقٍ لتبيان الضوء على ورق الرسم قدر الإمكان. بحلول العام 1884، تزامنًا مع عرض سورا أول عملٍ كبير له، بعنوان سباحون في أنيير، والرسومات التخطيطية للجزيرة في لوحة لا غراند جات، بدأ أسلوبه الفني يتخذ شكلًا واعيًا بالانطباعية، لكنه لم يؤسس نظرية السطوعية الصبغية حتى عام 1886 عندما أنهى لوحة لا غراند جات. في الحقيقة، لم تُرسم لوحة لا غراند جات في البداية اعتمادًا على الأسلوب التقسيمي، لكن سورا أعاد رسم اللوحة في شتاء 1885–1886، فحسّن السمات البصرية بما يتوافق مع تفسيره للنظريات العلمية المتعلقة باللون والضوء.

### نظرية اللون
عرّف تشارلز بلان، في مؤلفه Grammaire des arts du dessin، سورا على نظريات الألوان والبصريات التي ألهمت لاحقًا نظرية السطوعية الصبغية. استلهم بلان عمله من نظريات مشيل أوجين شيفرول وأوجين ديلاكروا، وأوضح أن المزج البصري سينتج ألوانًا أكثر حيوية ونقاءً من العملية التقليدية المتمثلة بمزج الأصبغة. عملية مزج الأصبغة يدويًا هي عملية مزجٍ للألوان الطرحية تستخدم السيان والماجنتا والأصفر باعتبارها الألوان الرئيسة. في المقابل، إذا مُزج الضوء المتلون مع ما سبق، سينتج لون جمعي، وتلك عملية تصبح فيها الألوان الرئيسة هي الأحمر والأخضر والأزرق. يختلف المزيج البصري الذي يميّز التقسيمية –عملية مزج الألوان عبر تصفيف الأصبغة– عن عمليتي مزج اللون الجمعي ومزج اللون الطرحي، على الرغم من أن جمع الألوان في مزيجٍ بصري يجري بالطريقة نفسها التي يتم فيها مزج اللون الجمعي، وتكون الألوان الرئيسة متماثلة. في الواقع، لم تحقق لوحات سورا مزجًا بصريًا حقيقيًا، فبالنسبة له، كانت النظرية مفيدة لأنها تسبب تذبذب اللون من وجهة نظر المشاهد، وعندما توضع الألوان المتباينة قرب بعضها، ستبرز العلاقة بين الألوان بينما تحافظ على كيانها المنفرد والمنفصل.
في نظرية الألوان التقسيمية، يعبر الفنانون عن الأدب العلمي عبر إبراز الضوء بطريقة من الطرق التالية:
اللون الموضعي
اللون الموضعي هو العنصر المهيمن على اللوحة، ويشير إلى اللون الحقيقي للأجسام، كالعشب الأخضر والسماء الزرقاء.
ضوء الشمس المباشر
تتبعثر الألوان المتدرجة بين الأصفر والبرتقالي، والتي تمثل ضوء الشمس، وتنتشر إلى جانب الألوان الطبيعية لتحاكي تأثير ضوء الشمس المباشر.
الظل
إذا كانت الإضاءة مباشرة فقط، فبالإمكان استخدام الكثير من الألوان المختلفة، كالأزرق والأحمر والأرجواني، لاصطناع الظلام والظلال.
التباين
كي يستغل الفنان نظرية شيفرول المتعلقة بالتباين المتزامن، فبالإمكان وضع الألوان المتباينة بشكل متلاصق.
أثارت نظريات سورا اهتمام وفضول الكثير من معاصريه، والتحق الفنانون بحركة الانطباعية الجديدة سعيًا للرد على المدرسة الانطباعية.